# J. A. Baczewski

Fabrik von J. A. Baczewski in Lemberg (um 1900)

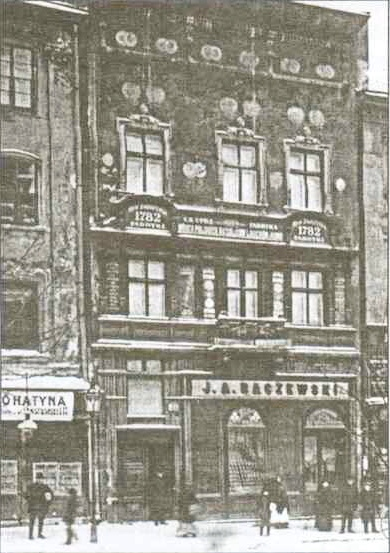
Das Haus Baczewski am Rynek Nr. 31 in Lemberg (um 1900)

J. A. Baczewski ist ein traditionsreiches ehemals polnisches Unternehmen, benannt nach seinem Gründer Józef Adam Baczewski, welches ursprünglich aus Lemberg stammt und für seinen Wodka „Monopolowa“ bekannt ist. Die Ursprünge des Unternehmens J.A. Baczewski gehen ins Polen des 18. Jahrhunderts zurück. 
Nach dem Einmarsch der Roten Armee in Ostpolen und Lemberg wurde der Sitz des Unternehmens nach Wien verlagert.

## Geschichte
Die Familie Baczewski ist wahrscheinlich walachischen Ursprungs, deren Familienwappen Sas ist. 1782 wurde eine Brennerei in Wybranówka, einem kleinen Vorort von Lemberg, gegründet und von der Familie Baczewski betrieben und war somit eine der ältesten Brennereien in der Region. 1810 wurde die Spirituosenfabrik vom Sohn des Gründers, Leopold Maksymilian Baczewski, übernommen und die Geschäfte wurden nach Zniesienie, einem anderen Vorort von Lemberg, verlegt. Durch das rasante Wachstum der galizischen Hauptstadt wurde Zniesienie ein Bestandteil der Stadt, die Fabrik an der Żółkiewska Straße wuchs schnell. Die Brennerei war eine von vieren in Lemberg, hob sich aber durch neue Technologien ab. Sie führte die zweifache Rektifikation bereits zwei Jahre nach deren Entwicklung durch Aeneas Coffey ein. Die Qualität der Liköre, Wodkas und anderer Spirituosen konnte dadurch erheblich gesteigert werden. Die Produkte von Baczewski genossen nicht nur in der Stadt, sondern auch in anderen Teilen Österreichs zunehmend Popularität. Baczewski belieferte auch die Aristokratie und den kaiserlichen Hof. Dafür wurde Leopold Maksymilian Baczewski 1810 zum kaiserlichen Hoflieferanten ernannt.
Ende des 19. Jahrhunderts wurde das Unternehmen von Józef Adam Baczewski (1829–1911), Urenkel des Gründers, übernommen. Ab diesem Zeitpunkt hieß das Unternehmen mit seinen Initialen „J. A. Baczewski“. Als Absolvent der Polytechnischen Universität Lemberg und Fachmann der Spirituosenherstellung sanierte und erweiterte er die Fabrik erheblich. Er begann, polnische Spirituosen in andere europäischen Länder, wie Frankreich, England, Italien und Deutschland zu exportieren. Józef Adam war einer der ersten Geschäftsmänner in Mitteleuropa, der Marketing effektiv nutzte, in dem er seinen für den Export bestimmten Wodka in Kristallkaraffen anstatt Glasflaschen abfüllen ließ. Mit der Zeit wurden alle Baczewski-Produkte in Karaffen abgefüllt. Während der Nationalen Ausstellung 1894 in Lemberg wurde der Ausstellungspavillon von Baczewski in Form einer Karaffe aufgestellt. Dies erregte Aufsehen und der Pavillon wurde nicht nur zum interessantesten auf der Ausstellung gekürt, sondern war auch der meistbesuchte. Zur Marketingstrategie gehörte auch eine umfassende Werbekampagne in der Presse, auf Flugblättern und Plakaten. Für seine Produkte wurde Baczewski auf der Exposition Universelle de Paris 1867, der Weltausstellung 1873 in Wien, Exposition Universelle de Paris 1878 und der Exposition Universelle et Internationale 1900 in Paris unter anderen mehrfach prämiert. 
Józef Adam Baczewski selber nahm regen Anteil am politischen wie wirtschaftlichen Leben von Lemberg, er wurde ein großzügiger Mäzen und Philanthrop. Zu seinem Eigentum gehörte das ehemalige Palais Cieleckich, das Haus 31 am Rynek war der Wohnsitz der Familie. Die heutige Erscheinung des Gebäudes datiert aus dem Jahr 1923, als es vom Architekten Wiktor Bronisław umgestaltet wurde. 
Nach Józef Adams Tod 1911 wurde das Unternehmen von zweien seiner Söhne, Leopold (1859–1930) und Henryk (1864–1930), übernommen. Leopold Baczewski war ein Absolvent der Fakultät für Chemie der Universität Wien, er war tätig in Politik und Wirtschaft und war Träger des Ordens der Eisernen Krone sowie des Franz-Joseph-Ordens. Leopold Baczewski war für die Produktion zuständig. Sein Bruder Henryk Baczewski war ein Rechtsanwalt und Ritter des Franz-Josef-Ordens, er setzte die Marketingstrategie des Vaters fort. Die Gebrüder Baczewski führten neue Marken ein. Als Polen seine Unabhängigkeit 1918 wieder gewann, entschieden sich die Gebrüder, den Namen „J. A. Baczewski“ weiter zu behalten und nicht mit ihren Namen zu ergänzen oder das Kürzel „Söhne“ anzuhängen. Die Popularität von Baczewski's Spirituosen in Polen war groß und tauchte in vielen polnischen Büchern und in Gedichten aus der Zeit auf, die Marke „Baczewski“ wurde zum Synonym für Wodka.
In der Zwischenkriegszeit wurde das Unternehmen von Leopolds Sohn, Stefan Baczewski, geleitet. Er entschied sich, das Produktionsvolumen nicht zu erhöhen, um die Preise und die Qualität stabil zu halten. Um die Produkte weiter zu vermarkten, wurden Verträge mit zwei polnischen Transatlantiklinern, der M/S Piłsudski und der M/S Polonia, abgeschlossen. Er war auch der erste Spirituosenhersteller, der seine Produkte seit 1930 mit dem Flugzeug nach Paris, Wien und Prag transportieren ließ. Stefan Baczewski war österreichischer Ehrenkonsul in Polen, seine Residenz befand sich an der ul. Pełczyńsnkiej 35. 1923 wurde ein österreichisches Konsulat in Lemberg eröffnet, ein Jahr später übernahm Baczewski die Leitung, 1930 wurde er zum Honorarkonsul ad personam ernannt. Diese Funktion dürfte er wahrscheinlich bis zum „Anschluss“ Österreichs an das Deutsche Reich im März 1938 ausgeübt haben.
Aufkleber auf dem Baczewski-Wodka verglichen sich mit dem Wodka von Smirnoff, dessen Fabrik sich ebenfalls in Lemberg befand. Die bekanntesten Produkte von Baczewski wurden in der Zeit Wodka „Monopolowa“ und „Perła“.
Nach Ausbruch des Zweiten Weltkrieges 1939 wurde die Fabrik durch die Luftwaffe während des Kampfes um Lemberg bombardiert, nach Augenzeugenberichten brannten die Lager tagelang. Nach dem Krieg zog die Schleifmittelfabrik „Diamant“ in die Reste ein. Der Qualitätsruf der Marke lebte jedoch weiter, Autoren und Dichter schätzten ihn sehr wie zum Beispiel Marian Hemar. Selbst 30 Jahre nach Kriegsende erzielten die Produkte von Baczewski nach wie vor hohe Preise.
Das genaue Schicksal der Familie Baczewski verliert sich in den Wirren des Krieges. Nach Ende des Zweiten Weltkrieges erwarb Eduard Gessler, Inhaber von „Altvater Gessler“ und entfernter Verwandter, die Rechte von J. A. Baczewski. Er fusionierte Altvater Gessler mit J. A. Baczewski in „Altvater Gessler - J.A. Baczewski“ mit Hauptgeschäftssitz in Wien.
Gessler nahm die Produktion vom Wodka Monopolowa wieder auf, am Anfang für den Verbrauch in Österreich, später auch für Australien, Afrika, Asien, Europa und Nordamerika, vor allem in die USA. Gessler beteiligte sich 1950 an einer internationalen Messe in Chicago.
Nach Eduard Gesslers Tod 1979 übernahm sein Sohn Elek Gessler die Geschäfte. 1980 wandelte er die Firma in eine GmbH um. 1983 wurde eine Filiale in New Jersey eröffnet, um den amerikanischen Markt zu betreuen.
Nach dem Fall des Eisernen Vorhanges und der Öffnung der Märkte in Osteuropa begann eine Niederlassung der Firma Polmos in Starogard Gdański unter Lizenz Produkte von „Altvater Gessler - J.A. Baczewski“ herzustellen. Diese Zusammenarbeit wurde jedoch in den späten 1990er Jahren wieder eingestellt. Elek Gessler verstarb am 9. Mai 2008, sein Nachfolger wurde Rasiel Gessler.
Den Auslandsvertrieb macht die Mutual Wholesale Liquor Inc. mit Sitz in Los Angeles.

## Produkte

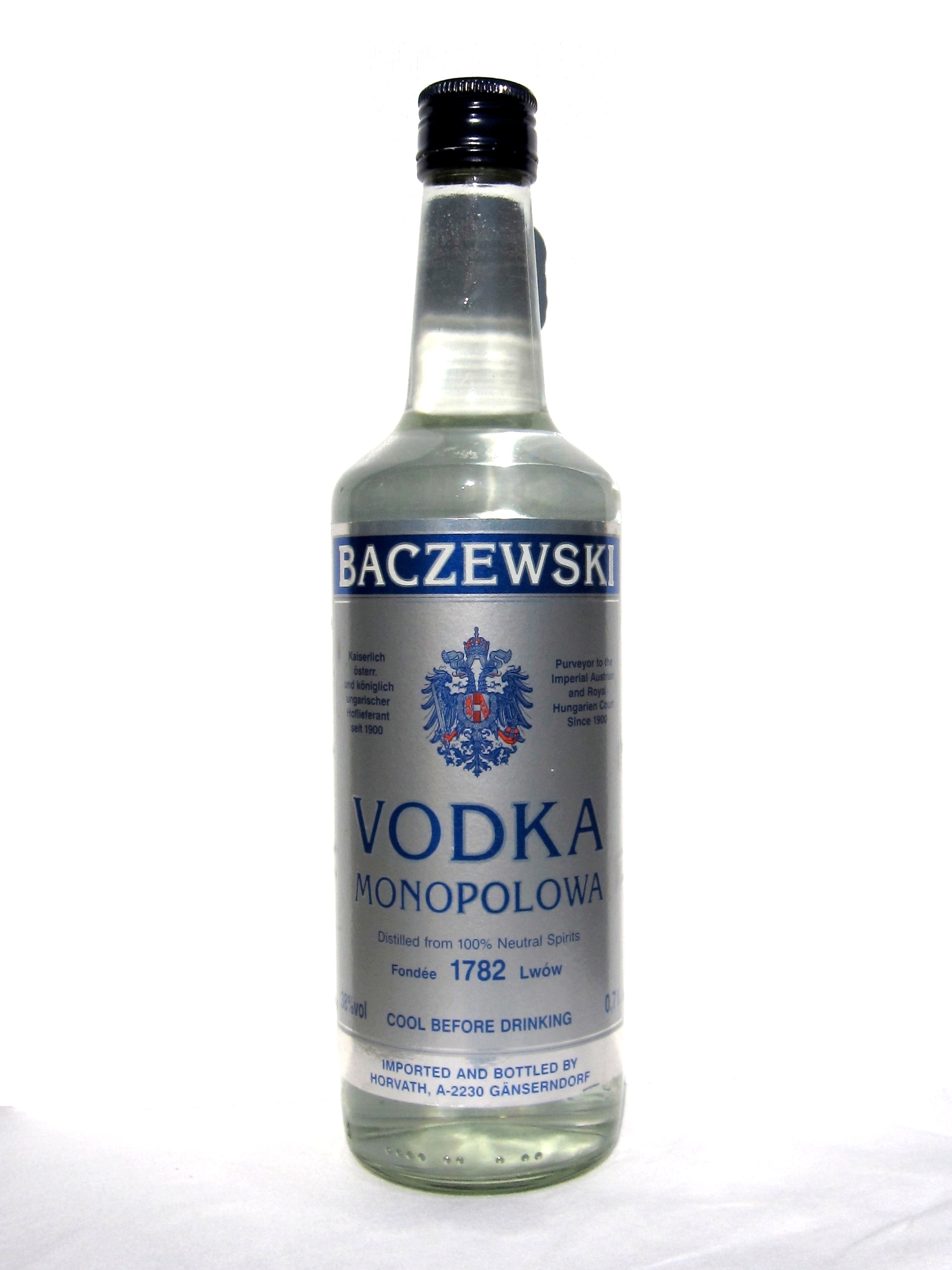
Wodka „Monopolowa“ von Baczewski

Das bekannteste Produkt aus dem Hause Baczewski ist der Wodka „Monopolowa“. Der Wodka stammte aus Polen, wo er bereits im frühen Mittelalter erzeugt wurde. Der Name „Monopolowa“ ist auf das damalige Privileg im 17. Jahrhundert der Adeligen zurückzuführen, die das Monopol zur Herstellung hatten. 
Der Lemberger Poet Henryk Zbierzchowski (1881–1942) dichtete dem Wodka von Baczewski und das Produkt fand Eingang in die Kunst und Kultur von Lemberg. 
Wodka Monopolowa wird nach dem alten ursprünglichen Rezept hergestellt und im Laufe der Jahrhunderte verbessert. In den USA wurde er bereits mehrmals ausgezeichnet. Zur Verarbeitung werden österreichische Erdäpfel und absolut reines, weiches Wasser verwendet. „Monopolowa“ ist ein klarer Wodka mit neutralem, mildem Geschmack und hat einen Alkoholgehalt von 40 %. Er eignet sich für verschiedene Drinks, wie z. B. Bloody Mary.
Weitere Produkte von Baczewski sind Krupnik, Piołunówka, Malinowa, Wisniówka, Jezinowka, Perła und Bernardine Imperiale.